# NGC 2599
NGC 2599 é uma galáxia espiral (Sa) localizada na direcção da constelação de Cancer. Possui uma declinação de +22° 33' 39" e uma ascensão recta de 8 horas, 32 minutos e 11,2 segundos.
A galáxia NGC 2599 foi descoberta em 16 de Novembro de 1784 por William Herschel.